# Шевченко Іван Денисович
Іван Денисович Шевченко (2 лютого 1935, Княжичі — 15 лютого 2002, Гвінея) — український дипломат.

## Біографія
Народився 2 лютого 1935 року в селі Княжичах Броварського району на Київщині. У 1962 закінчив юридичний факультет Білоруського державного університету, у 1966 році — Вищу дипломатичну школу МЗС СРСР.
Трудова діяльність:
- з 1962 по 1971 рік — аташе, 2-й, 1-й секретар протокольно-консульського відділу МЗС УРСР;
- з 1971 по 1976 рік — 2-й, 1-й секретар посольства СРСР у Республіці Верхня Вольта (Буркіна-Фасо);
- з 1976 по 1984 рік — співробітник центрального апарату МЗС УРСР;
- з 1984 по 1987 рік — радник, керівник «Чадської групи» посольства СРСР у Республіці Камеруні;
- у 1990 році — тимчасово повірений у справах СРСР у Республіці Чаді;
- з 1990 по 1992 рік — начальник Фінансово-господарського управління МЗС України;
- з 1992 по 1993 рік — керуючий справами МЗС України;
- з 1993 по 1998 рік — заступник начальника Управління двосторонніх відносин Першого територіального управління, начальник Історично-архівного управління МЗС України;
- з грудня 1998 по лютий 2002 року — Надзвичайний та Повноважний Посол України в Республіці Гвінеї;
- з  червня 2000 по лютий 2002 року — Надзвичайний та Повноважний Посол України в Малі за сумісництвом;
- з грудня 2001 по лютий 2002 року — Надзвичайний та Повноважний Посол України в Сьєрра-Леоне за сумісництвом.

Могила Івана Шевченка

Помер у Гвінеї 15 лютого 2002 року. Похований на Байковому кладовищі (ділянка № 52а).

## Автор праць
- Шевченко І. Потрібен новий імпульс: [Україна і Гвінея]// Політика і час. — 2001. — № 8. — С. 24-33.